# 宮嶋祐槻
宮嶋 祐槻(みやじま ゆづき、2001年9月13日 - )は、群馬県前橋市出身のプロサッカー選手。ポジションは主にFW。

## 経歴
高校時代はアルビレックス新潟U-18に所属していたが、トップチームへの昇格が果たせず、ポルトガルへ渡航。
しかし、新型コロナウイルスの世界的流行のため帰国。
2022年シーズンより当時関東サッカーリーグ2部のアイデンティみらいからモンゴルナショナルプレミアリーグのBCHライオンズに移籍。
2023年シーズンよりアルメニア・ファーストリーグ（2部）のFCガンザサール・カパンに加入。
2024年9月、北信越フットボールリーグDivision1のJAPANサッカーカレッジに加入。